# Anita Protti
Anita Protti (Suiza, 4 de agosto de 1964) es una atleta suiza retirada especializada en la prueba de 400 m vallas, en la que ha conseguido ser subcampeona europea en 1990.

## Carrera deportiva
En el Campeonato Europeo de Atletismo en Pista Cubierta de 1989 ganó la medalla de bronce en los 400 metros vallas, con un tiempo de 52.57 segundos, tras la británica Sally Gunnell y la soviética Marina Shmonina  (plata con 52.36 segundos).
En el Campeonato Europeo de Atletismo de 1990 ganó la medalla de plata en los 400 m vallas, con un tiempo de 54.36 segundos, llegando a meta tras la soviética Tatyana Ledovskaya (oro con 53.62 s) y por delante de la sueca Monica Westén (bronce)